# (300162) 2006 VG135
(300162) 2006 VG135 es un asteroide perteneciente al cinturón exterior de asteroides descubierto el 15 de noviembre de 2006 por el equipo del Spacewatch desde el Observatorio Nacional de Kitt Peak, Arizona, Estados Unidos.

## Designación y nombre
Designado provisionalmente como 2006 VG135.

## Características orbitales
2006 VG135 está situado a una distancia media del Sol de 3,203 ua, pudiendo alejarse hasta 3,408 ua y acercarse hasta 2,998 ua. Su excentricidad es 0,063 y la inclinación orbital 4,558 grados. Emplea 2094,30 días en completar una órbita alrededor del Sol.

## Características físicas
La magnitud absoluta de 2006 VG135 es 15,7. 